# التكنولوجيا العسكرية (مصر)
التكنولوجيا العسكرية المصرية أو التقنية العسكرية هي مجموعة المعدات والمركبات والإنشاءات ونظم الاتصالات التي تصمم بغرض الاستخدام في الحروب. وتشمل تقنيات عسكرية خالصة وغير ذات نفع أو خطيرة الاستخدام ـ دون تدريب عسكري كافٍ ـ في الحياة المدنية. ويقوم على أبحاث ابتكار وتطوير التقنيات العسكرية عادةً علماء ومهندسون لاستخدام القوات المسلحة. وقد جاءت العديد من التقنيات الجديدة كنتيجة للتمويل العسكري للبحث العلمي. وهندسة السلاح هي علم تصميم وتطوير واختبار وصيانة الأسلحة والنظم العسكرية، وتستمد علومها من العديد من المبادئ الهندسية التقليدية، ومنها الهندسة الميكانيكية والهندسة الكهربية وهندسة الميكاترونيات والبصريات الكهربائية وهندسة الطيران والفضاء الجوي وهندسة المواد والهندسة الكيميائية.

## الاقمار العسكرية

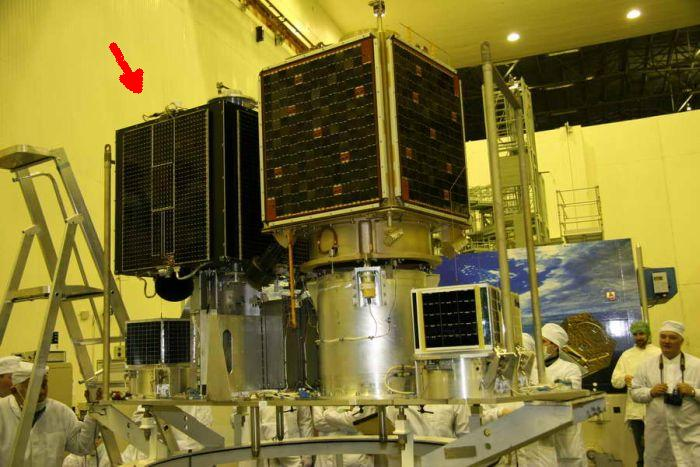
إيجيبت سات - 1 هو أول قمر صناعي مصري للاستشعار عن بعد.

تطور الحروب عبر التاريخ حمل معه تطورا«ملحوظا» في القدرات والوسائل والامكانيات العسكرية ومنها أقمار التجسس العسكرية، ويعتبر عصرنا هذا، أي عصر التكنولوجيا الحديثة والاتصالات[ ؟ ]، هو عصر[ ؟ ] حرب الفضاء[ ؟ ] مع ما يعنيه من عسكرة الفضاء واستخدام الاقمار الصناعية التي تراقب بوقت قصير وسريع وبشكل دقيق كل معالم الأرض والحركة عليها، مما يمكن الدول الموجهة لهذه الاقمار من تعزيز قدراتها التجسسية والاستخبارية ورصد ومتابعة المنشأت الاستراتيجية والعمليات العسكرية التابعة للأخصام من جهة، إضافة إلى كشف الثروات الطبيعية الموجودة في باطن الأرض، من جهة أخرى.
كان أول قمر صناعي مصري هو إيجيبت سات - 1 للاستشعار عن بعد، تم تصنيع القمر بالتعاون بين الهيئة القومية للاستشعار عن بعد وعلوم الفضاء في مصر ومكتب تصميم يجنوى الأوكراني وتم إطلاقه من على متن صاروخ دنيبر-1 في 17 إبريل 2007 من قاعدة باكينور لإطلاق الصواريخ بكازاخستان، بنسبة تصنيع مصرية لا تزيد على 30%، الكاميرا الخاصة بالقمر الذي حمل اسم «إيجيبت سات - 1» كان باستطاعتها تصوير الأجسام حتى دقة 8 أمتار (المسافة بين جسمين على الأرض)، من على ارتفاع 668 كيلومتر، ويصور القمر في كل مرة شريطًا مساحته 46 كيلو متر، أي أنه قادر يوميًا على تصوير مصر 70 مرة، لكن في 22 أكتوبر 2010، وقعت الكارثة حيث أُعلن عن فقد الاتصال والتحكم بـ«إيجيبت سات 1»، وسط اتهامات تشير إلى دور إسرائيل في هذه العملية، حيث قدر البعض أن القمر تعرض لأحد أسلحة الميكروييف الإسرائيلية، والتي تسببت في تعطيل المستشعرات وإحراقها تمامًا، وكذلك إحراق كل المكونات الإلكترونية في البوردات وفقدان الاتصال مع المحطات الأرضية.
إيجيبت سات - 2 هو ثاني قمر صناعي مصري للاستشعار عن بعد، وتم إطلاقه من قاعدة بايكونور الروسية بجمهورية بكازاخستان، وذلك في إطار العلاقات المتميزة والتعاون مع روسيا الاتحادية. وتم اطلاقه في 16 إبريل 2014. يأتي إطلاق القمر ضمن برنامج الفضاء المصري والذي يهدف إلى تطوير استخدامات تكنولوجيا الفضاء[ ؟ ] في مصر. والذي يهدف أيضا لاكتساب وتوطين تكنولوجيا صناعة الفضاء في مصر ليصبح لها دورها ومكانها المناسب في هذا المجال، القمر الذي تم تصميمه وتطويره في مركز إطلاق الصواريخ ومؤسسة الفضاء «اينرجيا»، بالتعاون مع مركز الفضاء المصري التابع فنيًا للهيئة القومية للاستشعار عن بعد وعلوم الفضاء، يسمح بالتقاط صور في وضع بانكروماتي، بدقة تصل إلى متر واحد على ارتفاع حوالى 700 كم، فيما يصل عمره الافتراضي إلى 11 عامًا، وانطلاقًا من كون الأقمار الصناعية مزدوجة الاستخدام، وأنه لا يمكن وضع خط فاصل بين الأقمار الصناعية البحثية والعسكرية، فقد جرى الحديث مؤخرًا أن القمر المصري الجديد هو قمر استطلاع عسكري يأتي في إطار دعم روسيا لمصر في محاربة الإرهاب ورصد تحركات واتصالات[ ؟ ] الإرهابيين وخاصة في منطقة سيناء.
حرب الفضاء[ ؟ ] بين مصر وإسرائيل من اجل التوازن الاستراتيجى تحاول الدول ان تمنع اعدائها من الحصول على التكنولوجيا لان التكنولوجيا وخصوصا تكنولوجيا الحصول على المعلومات هامه جدا لقلب موازين القوى في صناعة قرار الحرب وفي صناعة القرار السياسي بصفة عامة، بالرغم من الامكانيات المصرية الضعيفة نسبيا حاولت مصر أكثر من مره اطلاق قمر صناعي لاغراض البحث العلمي والتجسس فتم اطلاق القمر الصناعي المصري ايجيبت 1 عام 2007, ولم يكن هذا الخبر له اهتمام كبير في وسائل الاعلام المصرية وكان المعلن وقت ذلك ان هذا القمر لاغراض البحث العلمي فقط وفي أكتوبر 2010, أعلن عن فقد الاتصال والتحكم بالقمر الصناعي المصري، وسط اتهامات تشير إلى دور إسرائيل في فقدان القمر الصناعي المصري، نستعرض في هذا التقرير المصغر القاء الضوء على صراع الفضاء بين مصر وإسرائيل، ونحاول ان نجتهد من اجل الوصول إلى التحليل الامثل فقد أعلنت شركة «إنرجيا» الروسية لصناعة الصواريخ الحاملة والفضائية في سبتمبر 2013، عن أنها ستقوم بإطلاق قمر صناعي للاستشعار عن بعد لصالح مصر، وقال موقع مؤسسة «روستك» الروسية إن هناك تقارير تؤكد أن روسيا ستقوم بإطلاق قمر صناعي للاستشعار عن بعد لصالح مصر، وتم اختيار شركة «إنرجيا» الروسية لتكون المصنع لهذا القمر، مضيفة أن شركة «روسوبورن أكسبورت» الموكلة من السلطات الروسية وقعت لتسويق المعدات العسكرية والأسلحة وتصديرها مع مصر لإطلاقه. وأضافت التقارير أن القمر الصناعي سيتم إطلاقه بواسطة مركبة الإطلاق «سويزو – يو» من قاعدة «بايكونور»، مشددة على أنه لا توجد أي مشكلات اقتصادية من شأنها أن تعرقل الصفقة، حيث قامت مصر بسدادها مقدمًا بالكامل.
في ابريل 2007 اعلنت مصر عن اطلاق قمر صناعي إيجيبت سات - 1 بحثي وسط اهمال اعلامي، ويؤكد الخبراء ان الاقمار الصناعية البحثية تستخدم في الاغراض العلمية والعسكرية معا، يأتي إطلاق القمر ضمن برنامج الفضاء المصري والذي يهدف إلى تطوير استخدامات تكنولوجيا الفضاء في مصر، والذي يهدف أيضا لاكتساب وتوطين تكنولوجيا صناعة الفضاء في مصر ليصبح لها دورها ومكانها المناسب في هذا المجال. أدعت وسائل الإعلام الإسرائيلية وعدد من المسؤولين العسكرين الاسرائلين أن القمر المصري هو قمر صناعي تجسسي، هدفه التجسس على إسرائيل وجمع معلومات عسكرية عنها. في 22 أكتوبر 2010 صرح «أيمن الدسوقى» رئيس «هيئة الاستشعار عن بعد» لجريدة المصري اليوم، بفقدان السيطرة على القمر الصناعي واختفائه من أجهزة المراقبة في موقع التحكم، وقال إن المهندسين[ ؟ ] يحاولون التقاط القمر مرة أخرى، وإعادته إلى مداره، مشيرا إلى أن إعادة التحكم في القمر قد تحدث في أية لحظة، وأن فقدان السيطرة عليه كان قد حدث مرتين من قبل، واستطاعت الهيئة التقاطه بعدهما، ولعل السبب هو نفاد الطاقة من بطاريات وهناك تحليلات مختلفة لاختفاء هذا القمر ومنها احتمالية تعرضه لاحد أسلحة الميكروييف الإسرائيلية والتي تجرى عليها تجارب على التوازى في ثلاث دول منذ عقود في أمريكا[ ؟ ] وروسيا وإسرائيل ويؤدى استخدام هذا السلاح ضد القمر الصناعي إلى اعطاب المستشعرات واحراقها تماما واحراق كل المكونات الإلكترونية في اللوحات (البوردات) وكذلك إلى فقدان الاتصال مع المحطات الأرضية وإذا كان الشعاع قوى بما يكفي فيمكنه ان يزيح القمر ولو سنتيمترات عن مساره.وبالتالى يدفعه إلى دخول الغلاف الجوى ليحترق أو يكتسب تسارع باتجاه الفضاء الخارجي إلى الابد. وعن إمكانية حدوث ذلك من الناحية التقنية أوضحت خبراء أنه يمكن ذلك من خلال التحكم البديل للقمر عبر نفس موجات التحكم، مشيراً إلى أنها عملية علمية معقدة لكن إسرائيل من بين الدول القليلة التي تملك تلك الإمكانات، وهذا ما المحت له مصادر مصرية بدور إسرائيل في فقدان الاتصال بالقمر، يذكر ان صحيفه هاآرتس» ذكرت إن تل أبيب تدخلت عام 2009 لدى الحكومة الفرنسية، ونجحت في منع شركة «آستريوم» الفرنسية من بيع قمر عسكري لمصر، لكن مصر نجحت في إتمام صفقة آخرى مع روسيا لهذا الغرض.